# Ventosa
Ventosa település Spanyolországban, La Rioja autonóm közösségben. Ventosa Alesón, Huércanos, Sotés, Santa Coloma és Manjarrés községekkel határos. Lakosainak száma 189 fő (2024).

## Népesség
A település népessége az elmúlt években az alábbi módon változott:
| Lakosok száma | 125  | 135  | 150  | 173  | 164  | 169  | 176  | 159  | 205  | 189  |
|               | 2001 | 2004 | 2007 | 2009 | 2012 | 2014 | 2017 | 2019 | 2022 | 2024 |